# Durbec des sapins
Pinicola enucleator
Pour les articles homonymes, voir Durbec.
Espèce
Synonymes
- Loxia enucleator Linné, 1758 (protonyme)

Statut de conservation UICN

 LC  : Préoccupation mineure
Répartition géographique
Le Durbec des sapins (Pinicola enucleator) ou grosbec des pins, est une espèce d'oiseaux de la famille des Fringillidae.

## Historique et dénomination
L'espèce Pinicola enucleator a été décrite par le naturaliste suédois Carl von Linné en 1758 sous le nom initial de Loxia enucleator.Le terme enucleator vient du latin enucleare (enlever le noyau) et traduit assez bien l’une de ses activités alimentaires.

### Noms vernaculaires
Le nom français « dur-bec » traduit bien la robustesse de son bec. Le nom allemand « Hakengimpel » suggère que le bec est recourbé en crochet (Haken) tandis que le nom italien « Ciuffolotto delle pinete » fait référence à son habitat de pinède. Le nom anglais « Pine Grosbeak » signifie littéralement gros-bec des pins, ce terme francophone étant d’ailleurs couramment utilisé au Québec. Enfin, le second nom espagnol « Camachuelo Picogrueso » peut être traduit par bouvreuil à gros bec.

## Taxinomie
Sous-espèces
* Pinicola enucleator enucleator (Linné, 1758) : nord de la Norvège, de la Suède et de la Finlande jusqu’à la presqu’île de Kola et la Sibérie occidentale.
- Pinicola enucleator sakhalinensis Buturlin, 1915 est généralement incluse dans P. e. kamtschatkensis.

## Description

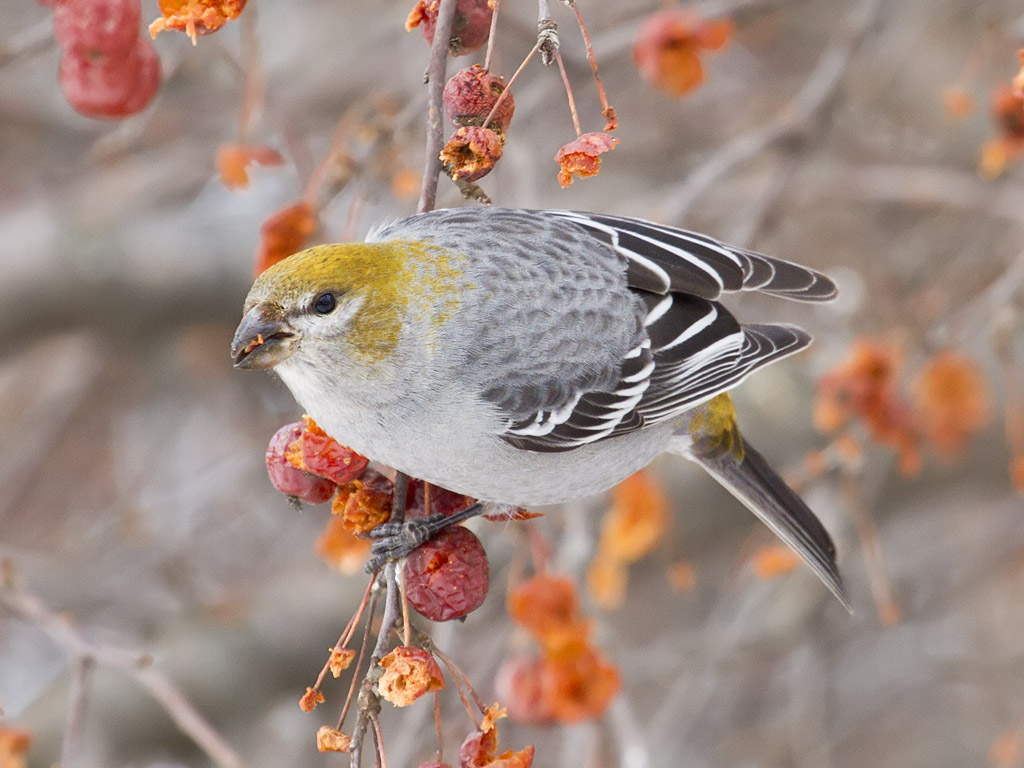
femelle

Le Durbec des pins mesure 20 à 22 cm. Il présente un net dimorphisme sexuel.
Le mâle a la tête rouge rosé avec les lores et le tour des yeux marqués de gris. Son dos est brun strié de noir et fortement teinté de rouge. Le menton, la gorge, la poitrine et le croupion sont rouge rosé et les sus-caudales brun noir marquées de rouge. Les ailes et la queue sont brun noir avec les rémiges et les rectrices bordées de beige clair. Cet oiseau présente une double barre ailaire blanche au niveau des rémiges tertiaires et des couvertures secondaires. Les flancs sont grisâtres mêlés de rouge. Le ventre et les sous-caudales sont également grisâtres. Le bec épais est brun sale marqué de noir à son extrémité. Les yeux et les pattes sont bruns.
La femelle ressemble au mâle mais le rouge du plumage est remplacé par une coloration jaune verdâtre.
Les jeunes présentent un aspect proche de cette dernière mais la tête et le croupion sont jaune orangé. Lors de leur première année, le front, la calotte et les côtés de la tête arbore une coloration roux foncé.

## Répartition
Ancien Monde : nicheur en Eurasie septentrionale, du nord de la Scandinavie au Kamtchatka, atteignant, en latitude, le nord de la Mongolie. Migrateur au sud de cette
large bande, arrivant, en migration maximale, au nord de la Chine avec quelques observations de sujets égarés dans le sud-ouest du Sichuan.
Nouveau Monde : nicheur dans le sud de l’Alaska, dans tout le tiers ouest du Canada
(Montagnes Rocheuses) et dans le nord-ouest des États-Unis avec une zone de nidification
dans l’extrême est (sud-est du Québec, île de Terre-Neuve). Migrateur dans le
sud du Canada et dans le nord des États-Unis. Visiteur d’été dans le centre et le nord du
Canada.

## Habitat
En Eurasie, c’est l’oiseau typique de la taïga et ses habitats électifs sont les forêts humides d’épicéas, de mélèzes, de bouleaux et d’aulnes dont il fréquente surtout les lisières et les clairières et plutôt en terrain marécageux. En hiver, il visite davantage les forêts de feuillus que de conifères, les vergers, les jardins, les abords des cultures et les buissons à baies. Au Japon, il habite surtout les buissons denses et rabougris du pin (Pinus pumila), au-dessus de la limite des arbres en été alors qu’en Amérique du Nord, il occupe différents biotopes, de la
côte maritime aux hautes montagnes avec une préférence pour les forêts ouvertes
de conifères.

## Alimentation

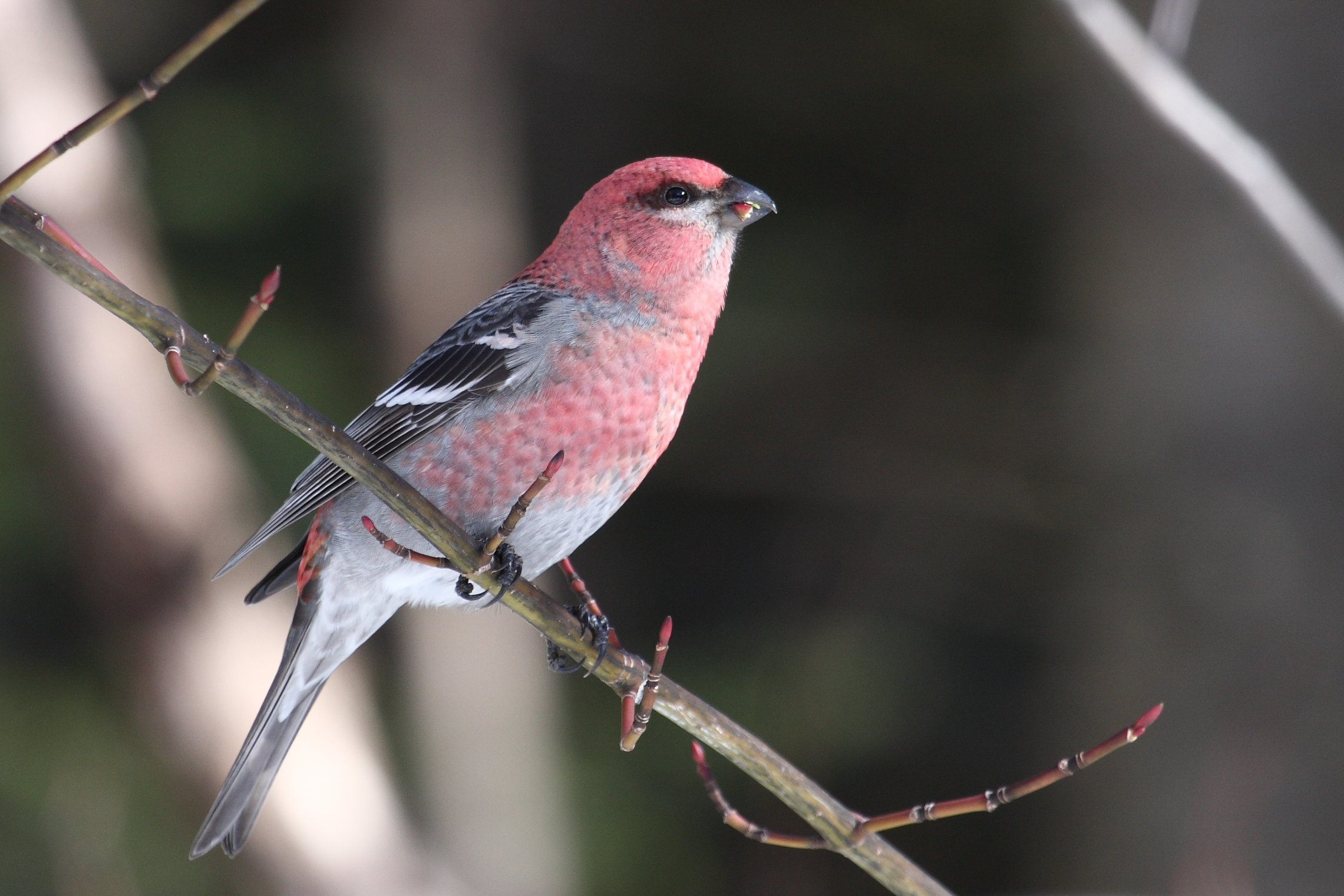
Un mâle, se nourrissant d'un bourgeon dans la réserve nationale de faune du cap Tourmente au Québec.

Au printemps, il prélève les bourgeons de conifères, de saule, de bouleau et de tremble. En été, il recherche les jeunes cônes staminés de résineux et les fruits de Vaccinium, Empetrum, Rubus, Juniperus ainsi que d’autres plantes de sous-bois. En automne, il exploite surtout les sorbiers et autres arbustes à baies et, en hiver, il se nourrit de graines forestières (érable, frêne et autres arbres).
En Amérique du Nord, il marque une préférence pour les petites pommes sauvages,
les graines de frêne, de sumac, de cèdre, d’aulne et de pin, les bourgeons d’érable, les
baies d’airelle, d’épine-vinette, d’amélanchier, de ronce, de vigne sauvage, de sorbier, de
genévrier, d’aubépine et de Celastrus scandens (liane grimpante à baies).

## Voix
Le chant du mâle est composé d'un mélange de gazouillis aigus et variés tandis que le cri d'appel comporte trois notes aigües et sifflées.

## Parade nuptiale, nidification

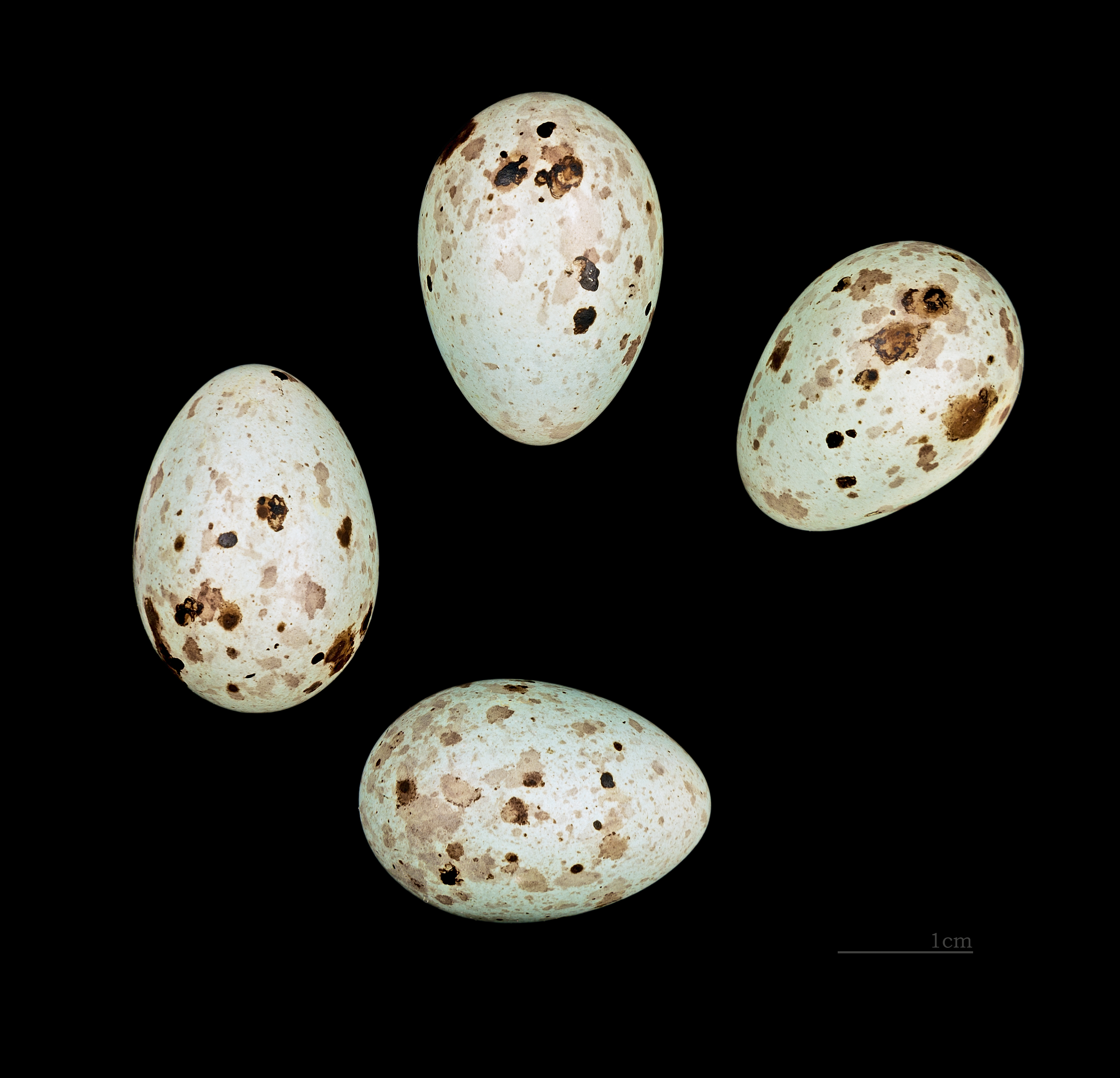
Œufs de Durbec des sapins - Muséum de Toulouse

La nidification a lieu entre mai et début juillet, essentiellement dans la première moitié de juin. Posté à la cime d’un buisson, le mâle émet un chant varié aux notes douces, flûtées et gazouillées. Ces démonstrations vocales s’accompagnent de balancements du corps, les ailes légèrement pendantes et la poitrine gonflée. Il existe aussi une parade avec offrande de nourriture du mâle à la femelle. Le nid ressemble à celui du bouvreuil pivoine en plus grand. Il est généralement placé dans un conifère, près du tronc ou en bout de branche (de 2 à 7 m) mais parfois plus bas (au-dessous de 2 m) dans un buisson. Il contient habituellement 3 ou 4 œufs bleu verdâtre tachetés de noir ou de brun-rouge avec des sous-taches violettes.

## Déplacements
Le durbec des sapins n’est pas un migrateur strict mais sujet à des déplacements erratiques ou irréguliers voire à de véritables invasions ou irruptions liées à la disponibilité des ressources alimentaires, surtout les baies de sorbier. En Scandinavie, certains individus restent toute l’année sur leurs sites de nidification mais la majorité se déplace vers le sud en octobre pour revenir fin-mars. L’ampleur de ces déplacements est très variable mais, certaines années, de grandes troupes descendent beaucoup plus bas que d’habitude pour atteindre l’Europe centrale (France, nord de l’Italie, Suisse). En Amérique du Nord, le phénomène est assez similaire avec des mouvements encore plus irréguliers allant de déplacements insignifiants à des invasions impressionnantes.

## Mœurs
Il est discret en période de reproduction mais très confiant l’hiver, passant de longs moments immobile ou évoluant lentement dans les arbustes au point de pouvoir l’approcher de très près. Il est régulièrement observé en train de se nourrir sur les sorbiers et autres arbustes à baies dans les parcs, les jardins et même au cœur des villes. Le vol est rapide, puissant et légèrement ondulant. Enfin, il a l’habitude de se baigner dans la neige, soit directement au sol ou même sur les branches de conifères en secouant son plumage pour se saupoudrer de neige tout en agitant les ailes et la queue exactement comme il le ferait avec de l’eau.

### Biographie
- Ottaviani, M. (2008) Monographie des Fringilles (fringillinés – carduélinés) – Histoire Naturelle et photographies, Volume 1. Éditions Prin, Ingré, France, 488 p.